# Landkreis Stendal
Der Landkreis Stendal ist ein Landkreis im Nordosten des Landes Sachsen-Anhalt. Flächenmäßig ist er der zehntgrößte Landkreis in Deutschland und der größte in Sachsen-Anhalt.

## Geographie
Der Landkreis Stendal umfasst die östliche Altmark sowie den Elbe-Havel-Winkel. Wichtigste Gewässer sind Elbe, Havel, Tanger, Biese, Aland und Uchte. Der nördlichste Punkt des Landes Sachsen-Anhalt befindet sich in der Gemeinde Aland.
Nachbarkreise

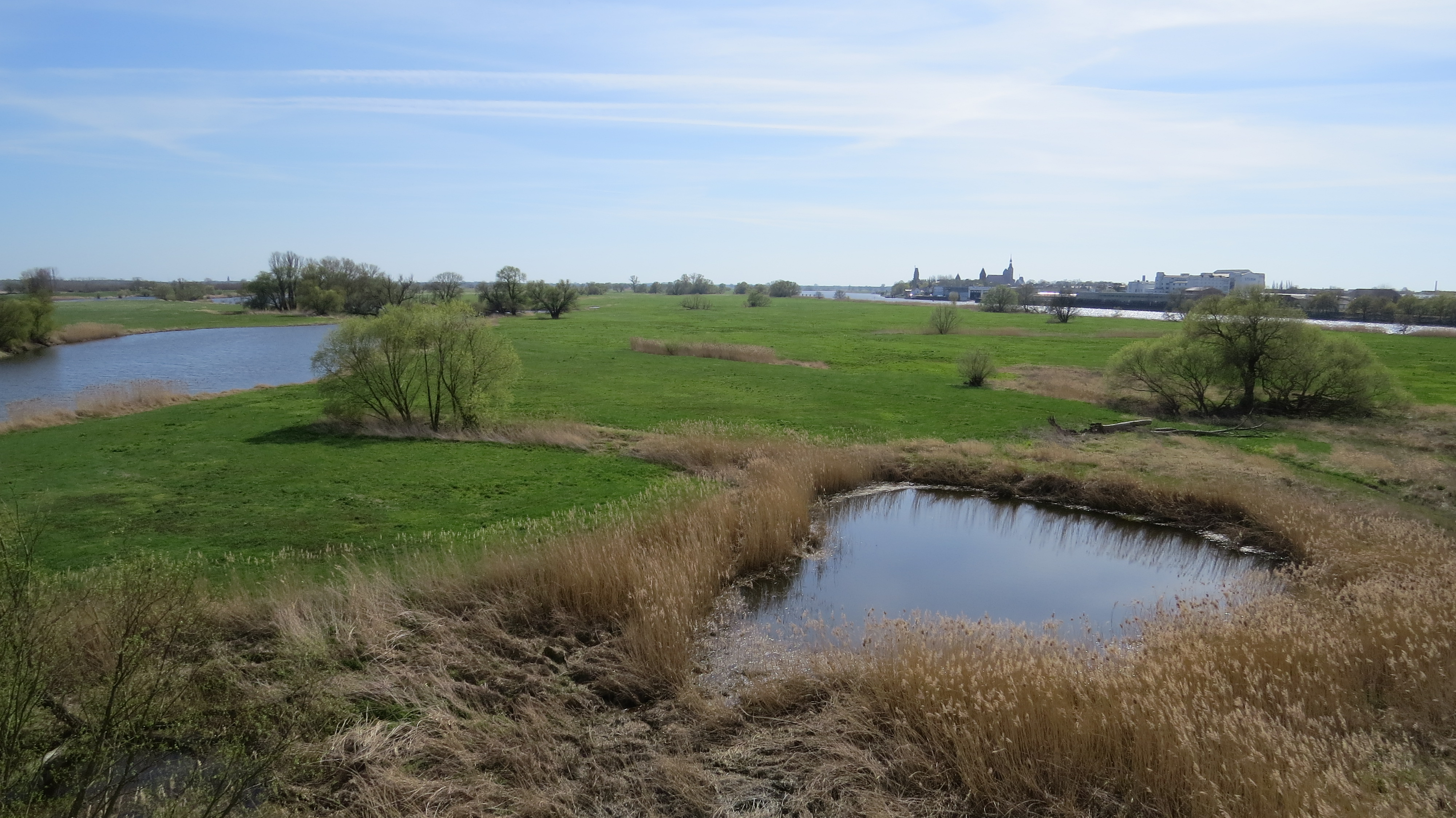
Elbaue bei Tangermünde

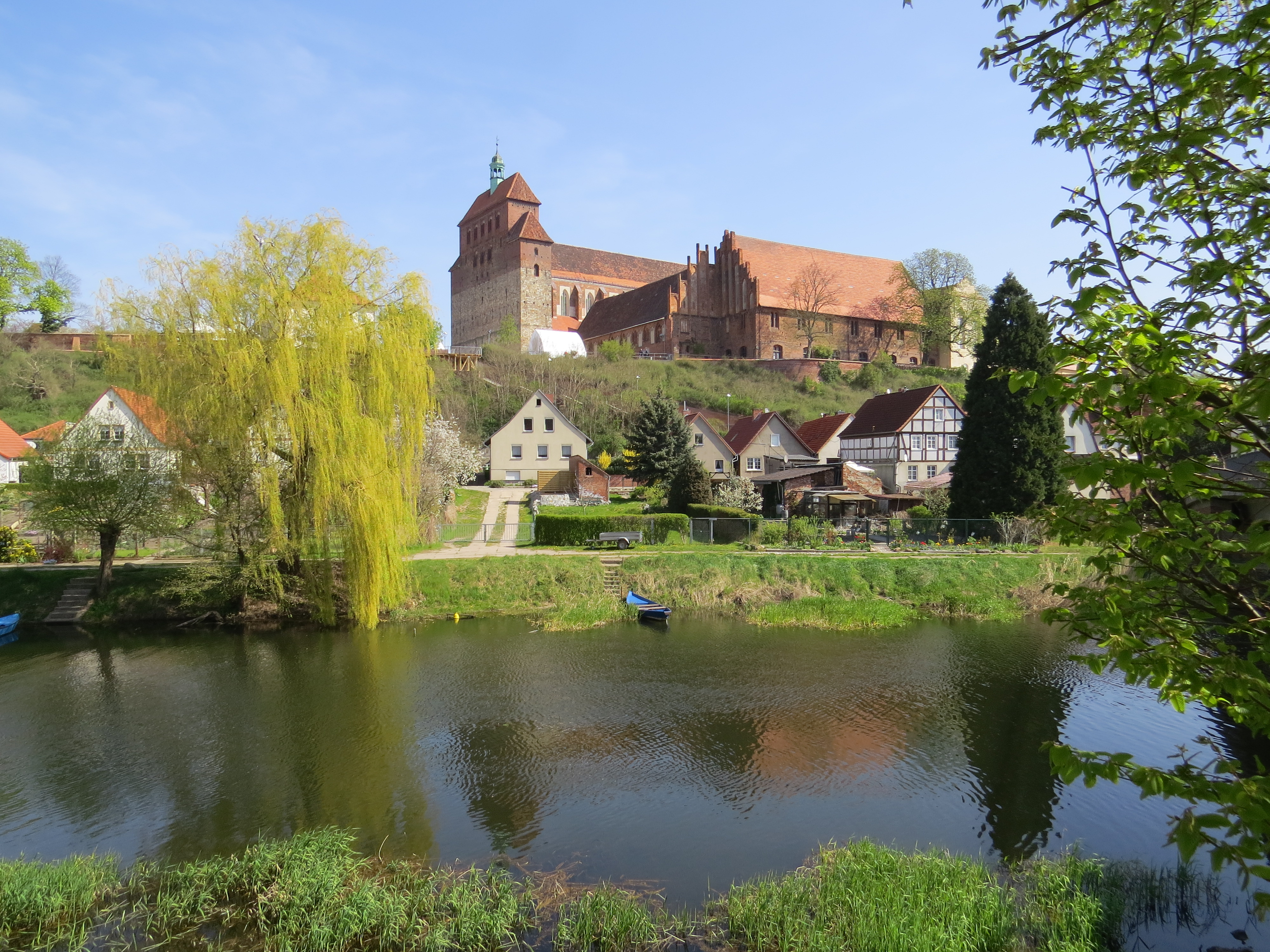
Havelberg mit Bischofsberg und Dom

Nachbarkreise sind im Norden der brandenburgische Landkreis Prignitz, im Osten die ebenfalls brandenburgischen Landkreise Ostprignitz-Ruppin und Havelland, im Süden die Landkreise Jerichower Land und Börde und im Westen der Altmarkkreis Salzwedel sowie im Nordwesten der niedersächsische Landkreis Lüchow-Dannenberg.

## Geschichte

### Preußen und Deutsches Reich
Der Kreis Stendal im Regierungsbezirk Magdeburg der preußischen Provinz Sachsen wurde im Rahmen der preußischen Verwaltungsreformen nach dem Wiener Kongress zum 1. Juli 1816 eingerichtet. Das Landratsamt befand sich in Stendal. Der Kreis gliederte sich in die drei Städte Arneburg, Bismark und Stendal sowie in Landgemeinden und – bis zu deren Auflösung im Jahre 1928 – in Gutsbezirke.
Am 6. Oktober 1862 wurde die Colbitz-Letzlinger Heide aufgeteilt. Der Kreis Stendal erhielt die östlichen Teile der Oberförstereien Burgstall und Jävenitz. Seit dem 1. Juli 1867 gehörte der Kreis zum Norddeutschen Bund und seit dem 18. Januar 1871 zum Deutschen Reich.
Am 1. April 1909 schied die Stadt Stendal aus dem Kreis aus und bildete einen eigenen Stadtkreis. Der Kreis Stendal wurde fortan als Landkreis bezeichnet. Zum 30. September 1928 fand auch im Kreis Stendal wie im übrigen Preußen eine Gebietsreform statt, bei der alle Gutsbezirke aufgelöst und benachbarten Landgemeinden zugeteilt wurden. Mit Einführung des preußischen Gemeindeverfassungsgesetzes vom 15. Dezember 1933 gab es ab dem 1. Januar 1934 eine einheitliche Kommunalverfassung für alle preußischen Gemeinden. Mit Einführung der Deutschen Gemeindeordnung vom 30. Januar 1935 wurde zum 1. April 1935 das Führerprinzip auf Gemeindeebene durchgesetzt. Eine neue Kreisverfassung wurde nicht mehr geschaffen; es galt weiterhin die Kreisordnung für die Provinzen Ost- und Westpreußen, Brandenburg, Pommern, Schlesien und Sachsen vom 19. März 1881.
Die Gemeinde Tangerhütte, die bis 1928 Vaethen hieß, erhielt 1935 das Stadtrecht.
Nach der Auflösung der preußischen Provinz Sachsen zum 1. Juli 1944 gehörte der Kreis zur neuen Provinz Magdeburg. Im Frühjahr 1945 wurde der westelbische Teil des Kreisgebietes durch die amerikanischen Streitkräfte, der ostelbische Teil durch polnische und sowjetische Streitkräfte besetzt.

### Deutsche Demokratische Republik
Am 15. Juni 1950 kam es in der DDR zu einer ersten Verwaltungsreform, in deren Rahmen die Stadt Stendal wieder in den Landkreis Stendal eintrat.
Im Zuge der Verwaltungsreform von 1952 in der DDR wurden an der Abgrenzung des Landkreises umfangreiche Änderungen vorgenommen:
- Die Stadt Bismark sowie die Gemeinden Arensberg, Berkau, Büste, Döllnitz, Holzhausen, Karritz, Könnigde, Kremkau, Neuendorf am Damm, Poritz und Wartenberg kamen zum Kreis Kalbe.
- Die Gemeinden Baben, Häsewig, Klein Schwechten und Ziegenhagen kamen zum Kreis Osterburg.
- Die Stadt Tangerhütte sowie die Gemeinden Bellingen, Birkholz, Bittkau, Bölsdorf, Buch, Demker, Grieben, Grobleben, Groß Schwarzlosen, Hüselitz, Jerchel, Lüderitz, Schelldorf, Schernebeck, Schönwalde, Stegelitz, Weißewarte und Windberge kamen zum Kreis Tangerhütte.
- Alle übrigen Gemeinden, darunter die Städte Arneburg, Stendal und Tangermünde bildeten den Kreis Stendal.
- Die Kreise Stendal, Kalbe, Osterburg und Tangerhütte wurden dem neuen Bezirk Magdeburg zugeordnet.

Am 1. Januar 1988 wurde der Kreis Tangerhütte aufgelöst und in Teilen wieder in den Kreis Stendal eingegliedert.

### Bundesrepublik Deutschland
Am 6. Mai 1990 fanden die ersten Kommunalwahlen nach der politischen Wende von 1989 statt. Am 31. Mai konstituierte sich damit der erste freigewählte Kreistag und der Landkreis Stendal bekam mit Lothar Riedinger wieder einen Landrat.
Die Fraktionsvorsitzenden der im ersten Kreistag vertretenen Parteien waren:
- Wolfgang Kühnel (CDU)
- Siegfried Wagner (SPD)
- Sylvia Lingner (PDS)
- Karl-Friedrich Behrends (FDP)
- Irmgard Schmidt (Neues Forum)[6]

1994 wurden die Kreise Osterburg und Havelberg sowie die Verwaltungsgemeinschaft Bismark (Altmark) des Kreises Gardelegen mit dem Landkreis Stendal zunächst unter dem Arbeitstitel Landkreis Östliche Altmark vereinigt, der konstituierende Kreistag beschloss dann aber den Namen Landkreis Stendal.

## Bevölkerung
| Jahr | Einwohner | Quelle |
| ---- | --------- | ------ |
| 1816 | 29.286    | [ 7 ]  |
| 1843 | 37.872    | [ 8 ]  |
| 1871 | 48.830    | [ 9 ]  |
| 1890 | 62.393    | [ 10 ] |
| 1900 | 73.564    | [ 10 ] |
| 1910 | 54.027    | [ 10 ] |
| 1925 | 55.086    | [ 10 ] |

| Jahr | Einwohner | Quelle |
| ---- | --------- | ------ |
| 1939 | 54.523    | [ 10 ] |
| 1946 | 75.529    | [ 11 ] |
| 1955 | 83.200    | [ 10 ] |
| 1960 | 77.525    | [ 10 ] |
| 1971 | 73.423    | [ 12 ] |
| 1981 | 76.491    | [ 12 ] |
| 1990 | 95.400    | [ 10 ] |

| Jahr | Einwohner |
| ---- | --------- |
| 2007 | 127.464   |
| 2010 | 121.899   |
| 2015 | 115.262   |
| 2020 | 110.485   |
| 2021 | 109.746   |
| 2022 | 110.291   |
| 2023 | 109.592   |

Stand: 31. Dezember des jeweiligen Jahres

## Religionen

### Konfessionslosigkeit
Die meisten Einwohner des Landkreises sind konfessionslos.

### Evangelische Kirche
Die meisten konfessionell gebundenen Bürger gehören der evangelischen Kirche an. Die Gemeinden sind innerhalb der Evangelischen Kirche in Mitteldeutschland organisiert, abgesehen vom Pfarrsprengel Havelberg, der zur Evangelischen Kirche Berlin-Brandenburg-Schlesische Oberlausitz (EKBO) gehört.

### Römisch-Katholische Kirche
Die römisch-katholischen Gemeinden im Kreisgebiet gehören administrativ zum Dekanat Stendal des Bistums Magdeburg.
Die römisch-katholische Gemeinde St. Norbert in Havelberg gehört jedoch zur Pfarrei Wittenberge (Dekanat Wittenberge) im Erzbistum Berlin. (Quelle: Schematismus für das Erzbistum Berlin 2009, hrsg. vom Erzbischöflichen Ordinariat Berlin, Niederwallstraße 8–9, 10117 Berlin)

### Weitere Konfessionen
Im Kreisgebiet gibt es Gemeinden der neuapostolischen Kirche sowie verschiedener Freikirchen. Im bundesweiten Vergleich gering ist heutzutage die Anzahl der Angehörigen des Islam und des Judentums.

## Politik

### Kreistag
Das Ergebnis der Kommunalwahl vom 9. Juni 2024 ist in den beiden Diagrammen dargestellt.
- DIE LINKE.: 3
- SPD: 5
- GRÜNE: 1
- Landwirte: 4
- FDP: 1
- Pro Altmark: 7
- CDU: 12
- AfD: 15

Wahlergebnisse der Kreistagswahlen seit 1994
| Parteien und Wählergemeinschaften | Parteien und Wählergemeinschaften                         | Prozent 2024 | Sitze 2024 | Prozent 2019 | Sitze 2019 | Prozent 2014 | Sitze 2014 | Prozent 2009 | Sitze 2009 | Prozent 2004 | Sitze 2004 | Prozent 1999 | Sitze 1999 | Prozent 1994 | Sitze 1994 |
| CDU                               | Christlich Demokratische Union Deutschlands               | 24,72        | 12         | 24,4         | 12         | 41,8         | 20         | 37,2         | 18         | 40,9         | 20         | 42,7         | 21         | 34,5         | 18         |
| Pro Altmark                       | Wählergruppe Pro Altmark                                  | 14,21        | 7          | 17,0         | 8          | –            | –          | –            | –          | –            | –          | –            | –          | –            | –          |
| Linke                             | Die Linke                                                 | 6,57         | 3          | 16,5         | 8          | 23,8         | 11         | 23,9         | 11         | 27,8         | 13         | 17,7         | 9          | 17,1         | 9          |
| AfD                               | Alternative für Deutschland                               | 31,55        | 15         | 16,3         | 8          | –            | –          | –            | –          | –            | –          | –            | –          | –            | –          |
| SPD                               | Sozialdemokratische Partei Deutschlands                   | 10,11        | 5          | 10,1         | 5          | 17,7         | 9          | 18,7         | 9          | 20,4         | 10         | 31,1         | 15         | 33,2         | 18         |
| FDP                               | Freie Demokratische Partei                                | 2,63         | 1          | 5,7          | 3          | 3,6          | 2          | 7,6          | 4          | 6,0          | 3          | 3,8          | 2          | 5,4          | 3          |
| Grüne                             | Bündnis 90/Die Grünen                                     | 2,68         | 1          | 5,5          | 2          | 3,6          | 2          | 3,2          | 2          | 2,6          | 1          | 1,9          | 1          | 5,2          | 3          |
| Landwirte                         | Landwirte für die Region – Unabhängige Wählergemeinschaft | 7,53         | 4          | 4,6          | 2          | 5,8          | 3          | 9,1          | 4          | –            | –          | –            | –          | –            | –          |
| NPD                               | Nationaldemokratische Partei Deutschlands                 | –            | –          | 2,3          | 1          | –            | –          | –            | –          | –            | –          | –            | –          |              |            |
| Piraten                           | Piratenpartei Deutschland                                 | –            | –          | 0,7          | 0          | –            | –          | –            | –          | –            | –          | –            | –          |              |            |
| Zentrum                           | Deutsche Zentrumspartei                                   | –            | –          | –            | –          | 0,4          | 0          | 2,4          | 1          | 0,6          | 0          | –            | –          |              |            |
| FWG TGM                           | Freie Wählergemeinschaft Tangermünde                      | –            | –          | –            | –          | –            | –          | –            | –          | 0,9          | 0          | 2,4          | 2          |              |            |
| FWG TGH                           | Freie Wählergemeinschaft (Tangerhütte)                    | –            | –          | –            | –          | –            | –          | –            | –          | 0,5          | 0          | –            | –          |              |            |
| DSU                               | Deutsche Soziale Union                                    | –            | –          | –            | –          | –            | –          | –            | –          | 0,4          | 0          | –            | –          |              |            |
| EB                                | Einzelbewerber                                            | –            | –          | 0,8          | 0          | –            | –          | –            | –          | 0,4          | 0          | –            | –          |              |            |
| Sonstige                          | Sonstige                                                  | –            | –          | –            | –          | –            | –          | –            | –          | –            | –          | 1,7          | 0          |              |            |
| Gesamt                            | Gesamt                                                    | 100 %        | 48         | 100 %        | 48         | 100 %        | 48         | 100 %        | 48         | 100 %        | 48         | 100 %        | 54         |              |            |
| Wahlbeteiligung                   | Wahlbeteiligung                                           | 63,42 %      | 63,42 %    | 53,9 %       | 53,9 %     | 43,3 %       | 43,3 %     | 40,6 %       | 40,6 %     | 44,4 %       | 44,4 %     | 45,0 %       | 45,0 %     | 67,5 %       | 67,5 %     |

- Die Linke ist bis 2004 als PDS angetreten.
- Ezb.: Einzelbewerber 2014: Bernd Schulze; 1999: Werner Stahlberg.

### Landräte und Ratsvorsitzende
- Baron von Uslar 1813–März 1816
- Levin Friedrich Christoph August von Bismarck, März 1816–Dezember 1824
- Friedrich Josef Johann Karl Graf von Itzenplitz, Januar 1824–Februar 1848
- Johannes Schrader, ab März 1848 vertretungsweise, im November 1850 ernannt–Mai 1863

Verwaltung bis April 1864 durch Kreisdeputierte
- Ludolf August von Bismarck, April 1864–Januar 1898
- Wilhelm August von Bismarck, zunächst kommissarisch, ernannt von Mai 1898–April 1919

Zwischenzeitliche Verwaltung des Amtes durch Beauftragte der Regierung ca. 18 Monate, u. a. kommissarisch durch Herrn Rosenbruch
- Fritz Herkt, Dezember 1920–März 1926
- Gerhard Schmidt, April 1926–April 1933
- Heinrich Detloff von Kalben, 1933–April 1944
- Julius Heinrich Wilhelm Grabenstein, Mai 1945–August 1945
- August Langnickel, April 1946–Juli 1951
- Julius Neumann, August 1951–Juli 1952

1952 Umstrukturierung Vorsitzender Rat des Kreises
- Julius Neumann, August 1952–November 1952
- Kurt Müller, Dezember 1952–Dezember 1956
- Alfred Giersemehl, Januar–Dezember 1965
- Werner Bachert, Januar 1966–Oktober 1976
- Heinz Hoffmann, November 1976–März 1980
- Rolf Schultze, April 1980–April 1990

1990 Wiedereinführung des Begriffs Landrat
- Lothar Riedinger, Mai 1990–Juni 1994
- Gerhard Miesterfeldt, Juli 1994–November 1998
- Jörg Hellmuth, 1999–2013[16]
- Carsten Wulfänger, 2013–2020
- Patrick Puhlmann, seit März 2020

### Wappen

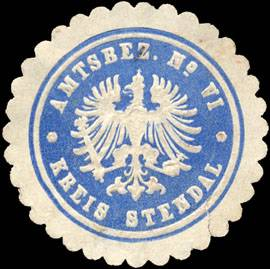
Siegelmarke Amtsbezirk No. VI – Kreis Stendal / Noch mit Preußenadler

Zu den einzelnen Wappen im Landkreis siehe Liste der Wappen im Landkreis Stendal.
| | Blasonierung: „Geteilt von Silber über Blau; oben ein wachsender goldbewehrter roter Adler; unten ein dreiblättriges goldenes Kleeblatt, bewinkelt von drei silbernen Eichenblättern.“ |
| Wappenbegründung: Der rote Adler am Spalt symbolisiert die jahrhundertelange Zugehörigkeit des Kreisgebietes zur Mark Brandenburg. Das von drei silbernen Eichenblättern bewinkelte goldene Kleeblatt in Blau ist das Wappen des wohl bekanntesten altmärkischen Adelsgeschlechts derer von Bismarck. Das Wappen wurde vom Magdeburger Staatsarchivrat Otto Korn gestaltet und am 31. Juli 1937 verliehen. | |

| | Blasonierung: „Gespalten und halb geteilt; vorn in Silber ein roter goldbewehrter Adler am Spalt, hinten oben in Blau ein dreiblättriges goldenes Kleeblatt, bewinkelt von drei silbernen Eichenblättern, hinten unten in Schwarz drei goldene Rauten (2:1).“ |
| Wappenbegründung: Die Farben des Landkreises sind Blau – Weiß (Silber). Seit 1995 führt der Landkreis aufgrund der Fusion der ehemaligen Landkreise Havelberg, Osterburg und Stendal ein neues Wappen. Das Wappen knüpft an die Wappen der alten Landkreise Stendal und Osterburg an. So sind neben den Elementen des alten Landkreiswappens, drei goldene Rauten auf Schwarz aus dem Wappen der Grafen von Osterburg übernommen, die in der zweiten Hälfte des 12. Jahrhunderts die Herrschaft Osterburg besaßen, aber bereits im 13. Jahrhundert ausgestorben sind. Das Wappen des Grafen Siegfried von Osterburg, überliefert im Siegel an einer Urkunde von 1214, zeigt im geteilten Schild unten drei 2:1 angeordnete Rauten. Das Wappen wurde von der Heraldikerin Erika Fiedler aus Magdeburg gestaltet und am 20. Dezember 1995 genehmigt. | |

### Flagge
Der Landkreis Stendal führt eine Flagge, wie nachfolgend beschrieben: blau-weiß gestreift mit aufgelegtem Kreiswappen. Die Flagge wurde zusammen mit dem Wappen am 20. Dezember 1995 genehmigt.

## Wirtschaft
Im Prognos Zukunftsatlas 2016 belegte der Landkreis Stendal den letzten Platz unter 402 Landkreisen und kreisfreien Städten in Deutschland und zählt damit zu den Regionen mit „sehr hohen Zukunftsrisiken“. Der Prognos Zukunftsatlas 2019 zeigt den Landkreis ebenfalls auf dem letzten Platz und im Prognos Zukunftsatlas 2022 auf dem vorletzten Platz. Der eher strukturschwache Landkreis ist von Landwirtschaft geprägt.

## Verkehr
Die Kreisstadt Stendal hat eine große Verkehrsbedeutung, hauptsächlich im Eisenbahnverkehr. Sie liegt direkt an der Berlin-Lehrter Eisenbahn und besitzt weitere wichtige Bahnverbindungen nach Magdeburg, Wittenberge, Uelzen und Salzwedel. Mit der Elbe quert eine wichtige Binnenschifffahrtsstraße das Kreisgebiet. Geplant ist auch der Bau einer Altmark-Autobahn (A 14) von Magdeburg nach Schwerin, die Stendal in Nord-Süd-Richtung berühren würde.
Der öffentliche Personennahverkehr wird unter anderem durch den PlusBus des Bahn-Bus-Landesnetz Sachsen-Anhalt erbracht. Betrieben von der Stendalbus und Nahverkehrsgesellschaft Jerichower Land auf folgenden Verbindungen:
- Linie 790: Stendal/Tangermünde ↔ Fischbeck ↔ Jerichow ↔ Redekin ↔ Scharteucke ↔ Genthin
- Linie 900: Stendal/Tangermünde ↔ Fischbeck ↔ Schönhausen ↔ Klietz ↔ Havelberg ↔ Glöwen

Der gesamte regionale Busverkehr sowie die Stadtbuslinien in Stendal und der Schülerverkehr werden von der Stendalbus, mit sechs Stadt- und 35 Regionallinien, durchgeführt.
In der Kreisstadt Stendal befindet sich auch der Verkehrslandeplatz Stendal (Kennung: EDOV) er ist der meistfrequentierte Flugplatz Sachsen-Anhalts. Neben der privaten Sportfliegerei wird er auch von Geschäftsfliegern sowie von der Bundespolizei und der Bundeswehr genutzt.

## Naturschutzgebiete
Im Landkreis befinden sich zwölf ausgewiesene Naturschutzgebiete (Stand Februar 2017).

## Gemeinden vor 1945

### Stand 1945
Der Landkreis Stendal umfasste 1945 vier Städte und 92 weitere Gemeinden:
| - Arensberg - Arneburg, Stadt - Arnim - Baben - Badingen - Beelitz - Beesewege - Belkau - Bellingen - Berkau - Bindfelde - Birkholz - Bismark (Altmark), Stadt - Bittkau - Bölsdorf - Borstel - Briest - Brunkau - Buch - Buchholz - Bülitz - Büste - Dahlen - Dahrenstedt | - Demker - Döbbelin - Dobberkau - Döllnitz - Eichstedt - Elversdorf - Garlipp - Gohre - Grassau - Grävenitz - Grieben - Grobleben - Groß Möringen - Groß Schwarzlosen - Groß Schwechten - Grünenwulsch - Hämerten - Häsewig - Hassel - Heeren - Hohenwulsch - Holzhausen - Hüselitz - Insel | - Jarchau - Jerchel - Karritz - Kläden - Klein Möringen - Klein Schwarzlosen - Klein Schwechten - Könnigde - Kremkau - Langensalzwedel - Lindtorf - Lüderitz - Miltern - Möllenbeck - Nahrstedt - Neuendorf am Damm - Neuendorf am Speck - Peulingen - Poritz - Querstedt - Rindtorf - Rochau - Sanne - Schäplitz | - Schartau - Schelldorf - Schernebeck - Schernikau - Schinne - Schleuß - Schönfeld - Schönwalde - Schorstedt - Staffelde - Stegelitz - Steinfeld (Altmark) - Storkau - Tangerhütte, Stadt, bis 1928 Gemeinde Vaethen genannt - Tangermünde, Stadt - Tornau - Uenglingen - Wahrburg - Wartenberg - Weißewarte - Welle - Windberge - Wittenmoor - Ziegenhagen |

### Bis 1945 aufgelöste Gemeinden
- Baumgarten, 1928 zu Eichstedt
- Bürs, 1935 zu Arneburg
- Friedrichsfleiß, 1928 zu Hohenwulsch
- Ostheeren und Westheeren, 1935 zu Heeren zusammengeschlossen
- Ostinsel und Westinsel, 1935 zu Insel zusammengeschlossen
- Karlbau, 1906 zu Tangermünde
- Röxe, 1906 zu Stendal
- Scheeren, 1928 zu Birkholz
- Schwarzenhagen, 1935 zu Rochau

## Gemeinden
Einheitsgemeinden
(Städte sind fett hervorgehoben)
(* Sitz des Landkreises)
| Wappen | Gemeinde                           | Einwohner | Fläche in km² |
| ------ | ---------------------------------- | --------- | ------------- |
|        | Bismark (Altmark)                  | 7660      | 289,49        |
|        | Hansestadt Havelberg               | 6246      | 149,14        |
|        | Hansestadt Osterburg (Altmark)     | 9371      | 229,81        |
|        | Hansestadt Stendal *               | 37.850    | 268,26        |
|        | Tangerhütte                        | 10.108    | 294,92        |
|        | Kaiser- und Hansestadt Tangermünde | 10.212    | 89,98         |

Verbandsgemeinden mit ihren Mitgliedsgemeinden
(* Sitz der Verbandsgemeinde)
| Wappen | Mitgliedsgemeinde        | Einwohner | Fläche in km² |
| ------ | ------------------------ | --------- | ------------- |
|        | Arneburg                 | 1402      | 31,00         |
|        | Eichstedt (Altmark)      | 835       | 32,82         |
|        | Goldbeck                 | 1350      | 26,85         |
|        | Hassel                   | 896       | 20,57         |
|        | Hohenberg-Krusemark      | 1128      | 63,57         |
|        | Iden                     | 726       | 37,36         |
|        | Rochau                   | 975       | 39,01         |
|        | Hansestadt Werben (Elbe) | 899       | 53,10         |

| Wappen | Mitgliedsgemeinde  | Einwohner | Fläche in km² |
| ------ | ------------------ | --------- | ------------- |
|        | Kamern             | 1162      | 67,92         |
|        | Klietz             | 1401      | 66,25         |
|        | Sandau (Elbe)      | 796       | 18,58         |
|        | Schollene          | 1058      | 65,33         |
|        | Schönhausen (Elbe) | 2099      | 74,10         |
|        | Wust-Fischbeck     | 1154      | 68,23         |

| Wappen | Mitgliedsgemeinde              | Einwohner | Fläche in km² |
| ------ | ------------------------------ | --------- | ------------- |
|        | Aland                          | 1304      | 92,36         |
|        | Altmärkische Höhe              | 1737      | 98,94         |
|        | Altmärkische Wische            | 831       | 67,09         |
|        | Hansestadt Seehausen (Altmark) | 4554      | 107,01        |
|        | Zehrental                      | 784       | 72,32         |

## Gebietsänderungen seit 1994
In den Jahren seit 1994 fanden im Gebiet des Landkreises Stendal wie im gesamten Land Sachsen-Anhalt umfangreiche Gebietsänderungen statt. Von der Kreisreform Sachsen-Anhalt 2007 blieb der Landkreis allerdings unberührt.
Von den ursprünglich 14 Verwaltungsgemeinschaften bestand am 1. Januar 2010 noch eine Verwaltungsgemeinschaft. Die Anzahl der Gemeinden verringerte sich von 135 auf 51.

### Verwaltungsgemeinschaften
- Wechsel der Gemeinden Bittkau, Grieben und Jerchel aus der Verwaltungsgemeinschaft Tangermünde in die Verwaltungsgemeinschaft Tangerhütte-Land (16. Juli 1996)
- Auflösung der Verwaltungsgemeinschaft Stendal – Eingliederung der Gemeinde Bindfelde in die Stadt Stendal, die zur Einheitsgemeinde wird (15. April 1999)
- Auflösung der Verwaltungsgemeinschaft Havelberg – Bildung der Einheitsgemeinde Havelberg (1. Januar 2002)
- Auflösung der Verwaltungsgemeinschaften Arneburg-Krusemark und der Mittlere Uchte – Bildung der Verwaltungsgemeinschaft Arneburg-Goldbeck aus 23 Gemeinden der aufgelösten Verwaltungsgemeinschaften (1. Januar 2005)
- Auflösung der Verwaltungsgemeinschaft Altmärkische Höhe – Anschluss von vier Gemeinden an die Verwaltungsgemeinschaft Osterburg, Anschluss von sechs Gemeinden an die Verwaltungsgemeinschaft Seehausen (Altmark) (1. Januar 2005)
- Auflösung der Verwaltungsgemeinschaften Elb-Havel-Land und der Schönhausen (Elbe) – Bildung der Verwaltungsgemeinschaft Elbe-Havel-Land aus den 14 Gemeinden der aufgelösten Verwaltungsgemeinschaften (1. Januar 2005)
- Auflösung der Verwaltungsgemeinschaften Kläden und Bismark (Altmark) – Bildung der Verwaltungsgemeinschaft Bismark/Kläden aus den 20 Gemeinden der aufgelösten Verwaltungsgemeinschaften (1. Januar 2005)
- Auflösung der Verwaltungsgemeinschaft Uchtetal – Bildung der Verwaltungsgemeinschaft Stendal-Uchtetal aus den Gemeinden der aufgelösten Verwaltungsgemeinschaft und der Stadt Stendal (1. Januar 2005)
- Auflösung der Verwaltungsgemeinschaft Osterburg – Bildung der Einheitsgemeinde Stadt Osterburg (Altmark) (1. Juli 2009)
- Auflösung der Verwaltungsgemeinschaft Stendal-Uchtetal – Eingemeindung der Mitgliedsgemeinden bis auf Dahlen, Insel und Vinzelberg nach Stendal (1. Januar 2010)
- Auflösung der Verwaltungsgemeinschaft Elbe-Havel-Land – Neubildung der Verbandsgemeinde Elbe-Havel-Land aus den Mitgliedsgemeinden (1. Januar 2010)
- Auflösung der Verwaltungsgemeinschaft Seehausen (Altmark) – Neubildung der Verbandsgemeinde Seehausen (Altmark) (1. Januar 2010)
- Auflösung der Verwaltungsgemeinschaft Bismark/Kläden – Zusammenschluss der Mitgliedsgemeinden bis auf Schinne zur neuen Stadt Bismark (Altmark) (1. Januar 2010)
- Auflösung der Verwaltungsgemeinschaft Tangermünde – Eingemeindung der Mitgliedsgemeinden bis auf Tangermünde nach Tangermünde (1. Januar 2010)
- Auflösung der Verwaltungsgemeinschaft Arneburg-Goldbeck – Neubildung der Verbandsgemeinde Arneburg-Goldbeck (1. Januar 2010)
- Auflösung der Verwaltungsgemeinschaft Tangerhütte-Land – Eingemeindung der Mitgliedsgemeinden bis auf Tangerhütte nach Tangerhütte (31. Mai 2010)

### Eingemeindungen
- Auflösung der Gemeinde Staffelde – Eingemeindung nach Stendal (1. Januar 1998)
- Auflösung der Gemeinde Bindfelde – Eingemeindung nach Stendal (15. April 1999)
- Auflösung der Gemeinden Jederitz, Nitzow und Vehlgast-Kümmernitz – Eingemeindung nach Havelberg (1. Januar 2002)
- Auflösung der Gemeinden Garz, Kuhlhausen und Warnau – Eingemeindung nach Havelberg (1. Januar 2005)
- Auflösung der Gemeinde Jarchau – Eingemeindung nach Stendal (1. Januar 2005)
- Auflösung der Gemeinde Hindenburg – Eingemeindung nach Hohenberg-Krusemark (31. Dezember 2008)
- Auflösung der Gemeinde Bertkow – Eingemeindung nach Goldbeck (1. Januar 2009)
- Auflösung der Gemeinde Altenzaun – Eingemeindung nach Hohenberg-Krusemark (1. Januar 2009)
- Auflösung der Gemeinde Hohenwulsch – Eingemeindung nach Bismark (Altmark) (2. Juni 2009)
- Auflösung der Gemeinde Meßdorf – Eingemeindung nach Bismark (Altmark) (4. Juni 2009)
- Auflösung der Gemeinde Schorstedt – Eingemeindung nach Bismark (Altmark) (9. Juni 2009)
- Auflösung der Gemeinden Holzhausen, Kläden, Kremkau und Steinfeld (Altmark) – Eingemeindung nach Bismark (Altmark) (11. Juni 2009)
- Auflösung der Gemeinden Berkau und Käthen – Eingemeindung nach Bismark (Altmark) (15. Juni 2009)
- Auflösung der Gemeinde Garlipp – Eingemeindung nach Bismark (Altmark) (17. Juni 2009)
- Auflösung der Gemeinden Badingen und Büste – Eingemeindung nach Bismark (Altmark) (18. Juni 2009)
- Auflösung der Gemeinden Querstedt und Schäplitz – Eingemeindung nach Bismark (Altmark) (22. Juni 2009)
- Auflösung der Gemeinden Dobberkau und Schernikau – Eingemeindung nach Bismark (Altmark) (23. Juni 2009)
- Auflösung der Gemeinden Grassau und Könnigde – Eingemeindung nach Bismark (Altmark) (25. Juni 2009)
- Auflösung der Gemeinde Beelitz – Eingemeindung nach Arneburg (1. Juli 2009)
- Auflösung der Gemeinde Sandauerholz – Eingemeindung nach Iden (1. Juli 2009)
- Auflösung der Gemeinden Behrendorf und Werben – Zusammenschluss zur neuen Hansestadt Werben (Elbe) (1. Januar 2010)
- Auflösung der Gemeinden Baben, Eichstedt und Lindtorf – Zusammenschluss zur neuen Gemeinde Eichstedt (1. Januar 2010)
- Auflösung der Gemeinden Schönfeld und Wulkau – Eingemeindung nach Kamern (1. Januar 2010)
- Auflösung der Gemeinde Neuermark-Lübars – Eingemeindung nach Klietz (1. Januar 2010)
- Auflösung der Gemeinde Hohengöhren – Eingemeindung nach Schönhausen (Elbe)
- Auflösung der Gemeinden Fischbeck und Wust – Zusammenschluss zur neuen Gemeinde Wust-Fischbeck
- Auflösung der Gemeinden Boock, Bretsch, Gagel, Heiligenfelde, Kossebau, Losse und Lückstedt – Zusammenschluss zur neuen Gemeinde Altmärkische Höhe (1. Januar 2010)
- Auflösung der Gemeinde Falkenberg, Lichterfelde, Neukirchen und Wendemark – Zusammenschluss zur neuen Gemeinde Altmärkische Wische (1. Januar 2010)
- Auflösung der Gemeinden Gollensdorf und Groß Garz – Zusammenschluss zur neuen Gemeinde Zehrental (1. Januar 2010)
- Auflösung der Gemeinden Aulosen, Krüden, Pollitz und Wanzer – Zusammenschluss zur neuen Gemeinde Aland (1. Januar 2010)
- Auflösung der Gemeinden Beuster, Geestgottberg und Losenrade – Eingemeindung nach Seehausen (Altmark) (1. Januar 2010)
- Auflösung der Gemeinde Vinzelberg – Eingemeindung in die Hansestadt Stendal (29. April 2010).
- Auflösung der Gemeinden Bellingen, Birkholz, Bittkau, Cobbel, Demker, Grieben, Hüselitz, Jerchel, Kehnert, Lüderitz, Ringfurth, Schelldorf, Schernebeck, Schönwalde (Altmark), Uchtdorf, Uetz, Weißewarte und Windberge – Eingemeindung in die Stadt Tangerhütte (31. Mai 2010)
- Auflösung der Gemeinden Dahlen und Insel – Eingemeindung nach Stendal (1. September 2010)
- Auflösung der Gemeinde Schinne – Eingemeindung nach Bismark (Altmark) (1. September 2010)
- Auflösung der Gemeinde Schönberg – Eingemeindung nach Seehausen (Altmark) (1. September 2010)
- Auflösung der Gemeinde Schwarzholz – Eingemeindung nach Hohenberg-Krusemark (1. September 2010)
- Auflösung der Gemeinde Wahrenberg – Eingemeindung nach Aland (1. September 2010)
- Auflösung der Gemeinde Klein Schwechten – Eingemeindung nach Rochau (1. Januar 2011)

### Neugründungen
- Auflösung der Gemeinden Ballerstedt, Düsedau, Erxleben, Flessau, Gladigau, Königsmark, Krevese, Meseberg, Rossau, Walsleben sowie der Stadt Osterburg (Altmark) – Neubildung der Stadt Osterburg (Altmark) (1. Juli 2009)
- Auflösung der Gemeinden Hassel und Sanne – Neubildung der Gemeinde Hassel (1. Juli 2009)

### Namensänderungen
- von Werben zu Werben (Elbe) (1. Januar 1998)
- von Neukirchen zu Neukirchen (Altmark) (1. Januar 1998)
- von Eichstedt zu Eichstedt (Altmark) (1. Januar 1998)

## Kfz-Kennzeichen
Am 1. Januar 1991 wurde dem Landkreis das Unterscheidungszeichen SDL zugewiesen. Seit dem 29. November 2012 sind zudem die Unterscheidungszeichen HV (Havelberg) und OBG (Osterburg) erhältlich.